# Tastira
Le tastira (arabe : تسطيرة) est un plat préparé en Tunisie.
Il s'agit d'un mélange émincé de piments verts, d'œufs et de tomates cuits ; la mixture est ensuite salée et peut être agrémentée d’huile d'olive, de zeste de citron, de tabil, de poivre noir, d'olives vertes et de persil.